# أولي لاتوفيكو
أولي لاتوفيكو (بالإنجليزية: Uli Latukefu)‏ هو ممثل ومغني أسترالي تونغي ولد في يوم 2 أغسطس 1983، بدأ التمثيل في سنة 2013 واشتهر بتمثيله في مسلسل ماركو بولو من سنة 2014 إلى سنة 2016، كما مثل في مسلسل جون من تونغا وفيلم فضائي: كوفينانت في سنة 2017.